# New England
New England er et område i den nordøstlige del af USA. Den største by i området er Boston
New England omfatter delstaterne:
- Connecticut
- Maine
- Massachusetts
- New Hampshire
- Rhode Island
- Vermont

New England er den eneste del af USA som har kommuner af type New England town.

## New Englands oprindelse
Navnet New England stammer fra de tidlige europæiske indvandrere. I 1616 brugte kaptajn John Smith i et skrift betegnelsen "New England". 
Navnet fik i 1630 godkendelse af kong Jakob 1.

## Galleri
- Connecticut
- Maine
- Massachusetts
- New Hampshire
- Rhode Island
- Vermont